# Autódromo Internacional de Miami
El Autódromo Internacional de Miami es un circuito urbano de carreras ubicado en Miami Gardens, Estados Unidos. Fue anunciado en abril de 2021 y es sede del Gran Premio de Miami de Fórmula 1 desde 2022.

## Historia

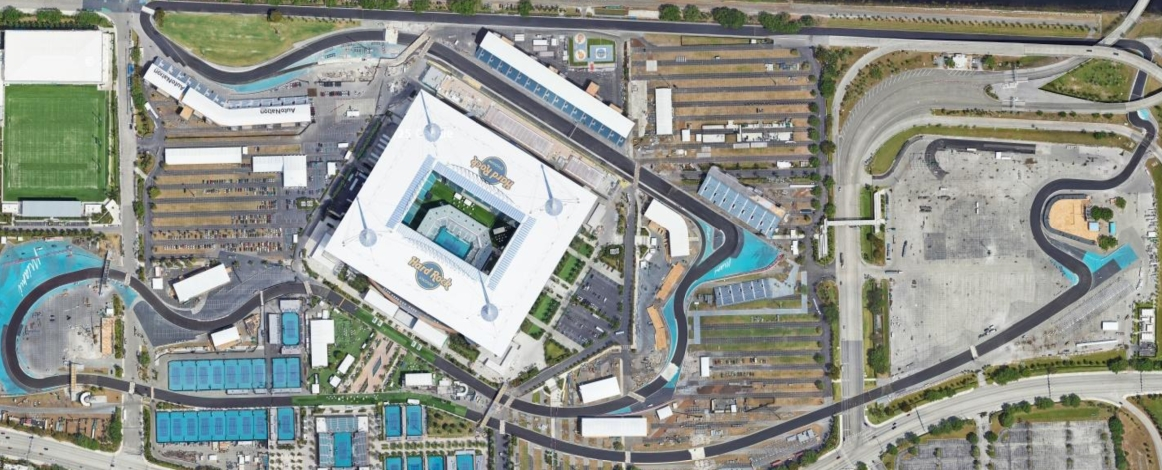
Vista Aérea del Circuito Internacional de Miami en 2024

El circuito se había propuesto ya en octubre de 2019 con un diseño inicial, habiéndose considerado hasta 75 diseños de circuitos y 36 siendo simulados. El propietario del estadio, Stephen Ross, había intentado atraer a la Fórmula 1 durante varios años antes de que se publicara el diseño inicial. Los organizadores del Gran Premio en el circuito tenían un acuerdo principal para albergar una carrera a partir de 2021, pero finalmente se retrasó. Los comisionados de Miami Gardens inicialmente habían votado en contra de la creación de la pista, pero esto se revirtió el 14 de abril de 2021. El 2 de septiembre de 2021 se confirmó el nombre del circuito: Autódromo Internacional de Miami.

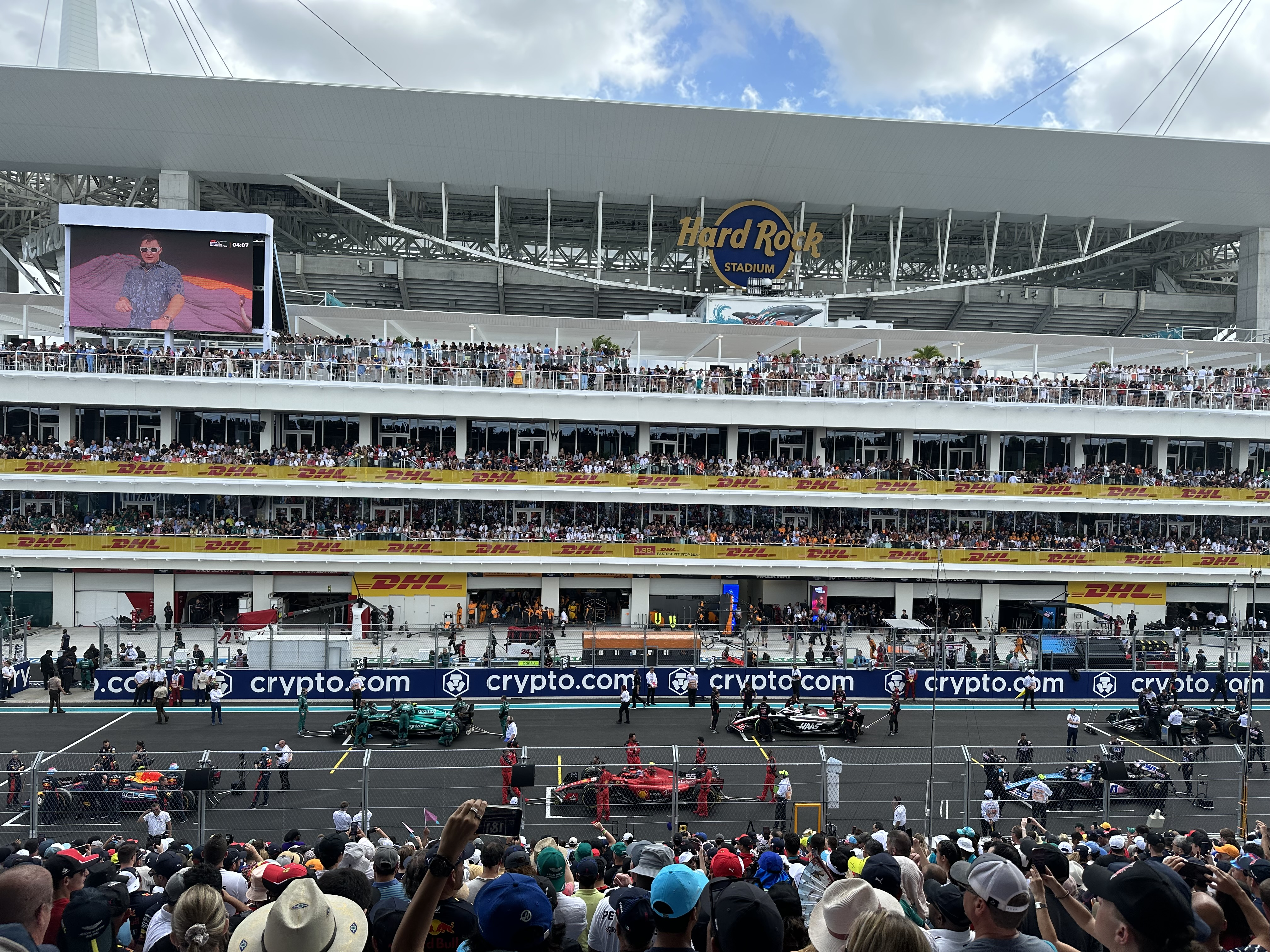
Vista a la zona de Meta del circuito.

## Récords
| Categoría                            | Tiempo                               | Piloto                               | Chasis                               | Evento                               |
| Circuito Grand Prix: 5 412 km (2022) | Circuito Grand Prix: 5 412 km (2022) | Circuito Grand Prix: 5 412 km (2022) | Circuito Grand Prix: 5 412 km (2022) | Circuito Grand Prix: 5 412 km (2022) |
| ------------------------------------ | ------------------------------------ | ------------------------------------ | ------------------------------------ | ------------------------------------ |
| W Series                             | 1:58.979                             | Emma Kimiläinen                      | Tatuus F.3 T-318                     | Ronda de Miami de 2022               |